# Le Nouveau Chemin : Ryota
Série Le Nouveau Chemin
Le Nouveau Chemin : Akemi
(1936)
Pour plus de détails, voir Fiche technique et Distribution.
Le Nouveau Chemin : Ryota (新道 後篇良太の巻, Shindō: Kohen Ryota no maki) est la seconde des deux parties d'un film japonais de Heinosuke Gosho sorti en 1936, d'après le roman Higashi-nihon daimainichi de Kan Kikuchi.
La première partie du film a pour titre : Le Nouveau Chemin : Akemi (新道 前篇朱実の巻, Shindō: Zenpen Akemi no maki).

## Synopsis
Voilà bientôt sept semaines qu'Ippei Kudo s'est tué dans un accident d'avion. Akemi Munekata n'a pas eu le courage de se rendre à la veillée funèbre ni de rendre visite à la famille Kudo. Chez elle, seule sa sœur aînée Utako sait qu'elle est enceinte. Elle se rend pour la première fois au temple avec sa petite sœur Kyoko pour fleurir la tombe d'Ippei lors de la cérémonie du 49e jour et fait la connaissance de Ryota, le frère d'Ippei.
Le père d'Akemi souhaite toujours qu'elle se marie avec Aoki, ou tout au moins qu'elle accepte de se fiancer avec lui, mais la jeune fille refuse et déclare qu'elle ne se mariera jamais. Lorsqu'il cherche à en connaitre la raison, Akemi se tait mais décide de parler à sa mère à qui elle avoue être enceinte de quatre mois. Akemi prend la décision d'élever seule l'enfant à venir dans la mémoire de son père Ippei. Elle rencontre à nouveau Ryota pour lui parler de l'enfant et demander que son nom soit inscrit sur le livret de famille des Kudo.
Ryota est touché par la jeune fille et même si sa mère ne veut pas croire qu'elle est enceinte d'Ippei, il prend la décision de demander en mariage Akemi, un mariage arrangé dont ils pourront divorcer plus tard, afin que l'enfant de son défunt frère ait un nom et ne soit pas considéré comme illégitime. Akemi et son père acceptent avec soulagement cette proposition.
Le mariage rapidement organisé, Akemi s'installe dans une résidence. Les deux jeunes mariés apprennent à se connaitre, Ryota vient la voir tous les soirs après son travail et rentre tard à Ōmori dormir dans sa maison de famille. Bientôt elle donne naissance à un fils, Yoichi et des sentiments naissent entre elle et Ryota. Akemi se rend compte qu'elle est plus heureuse que sa sœur Utako qui a accepté de se marier à Aoki, n'ayant pas eu le courage de s'opposer à la volonté de son beau-père, malgré son amour pour Toru Nogami parti étudier la peinture en France et dont elle attendait le retour.

## Fiche technique
- Titre : Le Nouveau Chemin : Ryota
- Titre original : 新道 後篇良太の巻 (Shindō: Kohen Ryota no maki?)
- Réalisation : Heinosuke Gosho
- Scénario : Heinosuke Gosho et Kōgo Noda d'après le roman Higashi-nihon daimainichi de Kan Kikuchi[1]
- Photographie : Jōji Ohara et Hideo Shigehara
- Son : Takeo Dobashi
- Musique : Yukihiko Fukuda
- Direction artistique : Fukunosuke Gosho
- Sociétés de production : Shōchiku (Studios Ōfuma)
- Pays d'origine :  Empire du Japon
- Langue originale : japonais
- Format : noir et blanc - 1,37:1 - son mono
- Genre : drame
- Durée : 68 minutes
- Date de sortie :
  - Empire du Japon : 2 décembre 1936[2]

## Distribution
- Kinuyo Tanaka : Akemi Munekata
- Shūji Sano : Ippei Kudo
- Ken Uehara : Ryota Kudo, le frère d'Ippei
- Hiroko Kawasaki : Utako, la demi-sœur d'Akemi et de Kyoko
- Hideko Takamine : Kyoko Munekata
- Shin Saburi : Toru Nogami
- Tatsuo Saitō : M. Munekata, le père d'Akemi et de Kyoko et le beau-père d'Utako
- Mitsuko Yoshikawa : Mme Munekata, la mère d'Utako, d'Akemi et de Kyoko
- Fumiko Okamura : Mme Kudo, la mère d'Ippei et de Ryota
- Sōzō Okada (crédité sous le nom de Hikaru Yamanouchi) : Aoki

## Commentaire
Le scénario original du film Le Nouveau Chemin devenant de plus en plus dense, il a été décidé d'en faire deux parties. La première partie est sortie au Japon le 13 novembre 1936 et la seconde, le 2 décembre 1936.
Le film qui montre la désagrégation du système familial n'a pas échappé à la censure nationaliste de l'époque, il a été coupé du cinquième de sa longueur.
Hideko Takemine raconte dans sa biographie qu'à l'époque du film, elle était alors âgée de douze ans, elle est venue habiter chez Kinuyo Tanaka à Kamakura, les studios de la Shōchiku ayant déménagés de Kamata (Tokyo) à Ōfuma une petite ville de la préfecture de Kanagawa. Bien que de quinze ans son aînée, Kinuyo Tanaka et l'adolescente faisaient la même taille. Kinuyo lui laissait porter ses vêtements et la traitait telle une petite sœur, relation qu'ont leurs personnages Akemi et Kyoko dans Le Nouveau Chemin.